# Premio Man Asian de Literatura
El Man Asian Literary Prize fue un premio importante de literatura para libros de autores asiáticos escritos en inglés o traducidos a dicho idioma, entregado entre 2007 y 2012.
Establecido en 2007 por la compañía Man Group, patrocinador principal del Premio Booker desde 2012, otorgó a cada ganador un premio de 30.000 dólares.

## Ganadores
| Año  | Autor           | Nacionalidad                          | Título                   | Nota  |
| ---- | --------------- | ------------------------------------- | ------------------------ | ----- |
| 2007 | Jiang Rong      | Bandera de la República Popular China | Tótem de lobo            | [ 4 ] |
| 2008 | Miguel Sijuco   | Bandera de Filipinas                  | Ilustrado                | [ 5 ] |
| 2009 | Su Tong         | Bandera de la República Popular China | El barco de la redención | [ 6 ] |
| 2010 | Bi Feiyu        | Bandera de la República Popular China | Tres hermanas            | [ 7 ] |
| 2011 | Kyung-sook Shin | Bandera de Corea del Sur              | Por favor, cuida a mamá  | [ 8 ] |
| 2012 | Tan Twan Eng    | Bandera de Malasia                    | El jardín de las brumas  | [ 9 ] |